# Giulio Natta
Giulio Natta (Porto Maurizio, actual Imperia, 26 de febrero de 1903 - Bérgamo, 2 de mayo de 1979) fue un químico y profesor universitario italiano galardonado con el Premio Nobel de Química del año 1963.

## Biografía
Se doctoró en 1924 en ingeniería química en el Instituto Politécnico de Milán. En 1933 fue nombrado profesor de química en la Universidad de Pavía, en 1935 lo fue de la Universidad de Roma "La Sapienza", entre 1936 y 1938 del Instituto Politécnico de Química Industrial de Turín y finalmente en 1938 jefe del departamento de ingeniería química del Instituto de Milán.

## Investigaciones científicas
Sus primeras investigaciones culminaron en nuevos métodos de síntesis del metanol, pero a partir de 1950 se dedicó casi exclusivamente a la química de los altos polímeros. En 1954 consiguió manufacturar polipropileno con una alta cristalización fraccionando mezclas amorfas, siendo denominado "isotáctico" por la simetría espacial de su estructura molecular.
Continuando sus estudios sobre los polímeros macromoleculares, contribuyó de manera extraordinaria al actual conocimiento del mecanismo de acción de los catalizadores estereoespecíficos y de los polímeros de estructura espacial de gran regularidad.
En 1963 fue galardonado, junto al químico alemán Karl Ziegler, con el Premio Nobel de Química por su trabajo en el estudio de catalizadores para la polimerización estereoselectiva de polialquenos terminales, los llamados Catalizadores Ziegler-Natta.

## Vida personal
En 1956 le diagnosticaron la enfermedad de Parkinson. En 1963, su condición había llegado hasta el punto que necesitaba la ayuda de su hijo y cuatro amigos para presentar su discurso en la ceremonia del Premio Nobel en Estocolmo.